# Шейла (певица)
Шейла (Sheila; наст. имя Анни Шансель; род. 16 августа 1945, Кретей) — французская поп-певица, добившаяся успеха в качестве сольной исполнительницы в 1960-х и 1970-х годах. Вместе со своим мужем Ринго Шейла была участницей дуэта «Sheila & Ringo». Она также выступала в коллективе диско-музыки «Sheila and B. Devotion». Своё сценическое имя она получила в честь одноимённого сингла, который является кавер-версией хита Томми Роу.

## Биография
Начала свою музыкальную карьеру в 1962 году — после того, как её заметил Клод Каррер (Claude Carrère), французский продюсер и автор песен. Родители Анни подписали с ним контракт, когда ей было 16 лет. Их сотрудничество длилось более 20 лет и закончилось судом, в ходе которого Шейла отсудила свои гонорары, которые ей не доплачивались. В 1962 году она записала первый сингл «Avec toi», через несколько месяцев «звездный» «L’Ecole est finie», тираж которого быстро превысил миллион копий. К концу десятилетия Шейла имела в своем активе пять полнометражных альбомов и два десятка миньонов, но совсем не выступала с концертами (из-за обморока во время первого гастрольного тура), впервые представ перед своими поклонниками лишь в 1980-е годы.
В течение 1960—1980-х годов Шейла записала большое количество хитов. Неоднократно возглавляла французские хит-парады в 1960—1970-х годах.
Во время расцвета стиля диско пела на английском языке в составе группы «Sheila and B. Devotion» (1977—1980). Cингл «Spacer» (1979) имел успех в европейских странах и Америке. В Европе были популярны кавер-версии «Singin' In The Rain», «You Light My Fire», а также синглы «Love Me Baby», «Seven Lonely Days», «Crying At The Discoteque» (в исполнении Alcazar в 2001) и др.
13 февраля 1973 года вышла замуж за певца Ринго, совместно с которым тогда же, в феврале, выпустила сингл «Les Gondoles à Venise». Песня достигла первой строчки национального хит-парада и стала очень популярной в стране. В 1974 году записала песни «Le roise mages» и «Le Mari de mama» , которые вошли в сборник «Эстрадная орбита», изданный в СССР. 7 апреля 1975 года у пары родился сын Людовик. 30 ноября 1979 года Шейла и Ринго развелись. 7 июля 2017 года Людовик ушёл из жизни.
Свидетелем на свадьбе со стороны невесты (Шейлы) был Клод Франсуа, с которым она дружила с момента встречи в 1963 году до его гибели в 1978 году. На свадьбе присутствовала также певица Далида, с которой Шейлу связывали многолетние приятельские отношения.
В мире продано 85 млн копий записей Шейлы. По состоянию на конец 2015 года официальные продажи её дисков во Франции составили около 28 млн копий, и она является по этому показателю самой успешной певицей на французском музыкальном рынке за всю его историю. Стала второй французской певицей (после Эдит Пиаф), чья песня попала в американский чарт US Billboard. Также неоднократно попадала в хит-парады европейских стран.

## Награды и признание
- Рыцарь Ордена Почётного легиона (1998).
- Орден Искусств и литературы (2003).

## Дискография

### Альбомы
Sheila
- Le Sifflet Des Copains (1963)
- Ecoute Ce Disque (1964)
- Tous Les Deux (1965)
- Toujours Des Beaux Jours (1965)
- L’Heure De La Sortie (1966)
- Dans Une Heure (1967)
- Long Sera L’Hiver (1968)
- Oncle Jo (1969)
- Reviens Je T’Aime (1970)
- Love (1971)
- Poupée De Porcelaine (1972)
- Les Gondoles A Venise (1973)
- Quel Tempérament De Feu (1975)
- L’Amour Qui Brûle En Moi (1976)
- Singin' in the Rain (Love Me Baby) (1977)
- SB Devotion (1979)
- King of the World (1980)
- Pilote Sur Les Ondes (1980)
- Little Darlin' (1981)
- On dit (1983)
- Je suis comme toi (1984)
- Sheila au Zénith 85 (1985)
- Tendances (1988)
- Je suis venue te dire que je m’en vais — Sheila live à l’Olympia 89 (1989)
- Le Meilleur (1998)
- Sheila live à l’Olympia 98 (1998)
- Dense (1999)
- Seulement pour toi (2002)
- Sheila en concert à l’Olympia 2002 — Jamais deux sans toi Toi (2002)
- C’est écrit — Sheila, en concert au Cabaret Sauvage 2006 — Enfin disponible (2007)
- Solide (2012)

Sheila & Ringo
- Sheila & Ringo (1974)

Sheila and B. Devotion
- Singin' in the Rain (Love Me Baby) (1977)
- Disque d’or (1979)
- King of the World (1980)
- The Disco Singles (2007)

### Альбомы-компиляции
- 1965 — Toujours des beaux jours
- 1967 — Le Disque d'or de Sheila - L'école est finie
- 1970 — Le Disque d'or de Sheila - Adios Amor
- 1971 — Spécial chansons - Le sifflet des copains
- 1971 — Spécial chansons - Écoute ce disque
- 1972 — Rétrospective n° 1 - Dans une heure
- 1972 — Rétrospective n° 2 - La vamp
- 1972 — Rétrospective n° 3 - Oncle Jo
- 1973 — Rétrospective n° 4 - Les Rois mages
- 1974 — Super Hits : L'école est finie
- 1974 — Pendant les vacances
- 1974 — Le sifflet des copains - volume 2
- 1974 — Sheila pour les enfants
- 1974 — Le Disque d'or de Sheila - Mélancolie
- 1975 — Super Hits : Adios Amor
- 1975 — Collection double album - volume 1 - Ne fais pas tanguer le bateau
- 1976 — Collection double album - volume 2 - Aimer avant de mourir
- 1977 — L'Arche de Noé - Disque d'or - 12 Hits 1 Star
- 1979 — Collection double album - volume 3 - Love me baby
- 1980 — Sheila - L'école est finie
- 1980 — 13+3 - Singin' in the rain
- 1981 — 13+3, 16 chansons, 16 succès - Et ne la ramène pas
- 1981 — Disque d'or - Et ne la ramène pas
- 1983 — 13+3, 16 chansons, 16 succès - Gloria
- 1989 — Les Plus Grands Succès de Sheila
- 1992 — L'école est finie - 1962/1967
- 1992 — Sheila 1962 - 1992, les plus grands succès
- 1995 — Les Années yéyé
- 1995 — Les Années disco
- 1998 — Les Incontournables de Sheila
- 1999 — Collection Légende
- 2001 — 40 ans de carrière, 44 tubes remasterisés
- 2002 — Sélection Talents - volume 1
- 2002 — Sélection Talents - volume 2
- 2006 — Juste comme ça (double album)
- 2006 — Juste comme ça (Long Box)
- 2007 — On sait pas s'aimer
- 2007 — Sheila - Sélection du Reader's Digest Musique
- 2007 — The Disco Singles
- 2008 — Les Chansons cultes françaises - Sheila

### Синглы
Sheila
- «Sheila» (1962)
- «L’Ecole Est Finie» (1963)
- «Pendant Les Vacances» (1963)
- «Le Sifflet des Copains» (1963)
- «La Chorale» (1964)
- «Chaque Instant de Chaque Jour» (1964)
- «Vous les Copains, Je Ne Vous Oublierai Jamais» / «Ecoute Ce Disque» (1964)
- «Toujours des Beaux Jours» (1965)
- «C’est Toi Que J’Aime» (1965)
- «Devant le Juke-Box» (1965)
- «Le Folklore Américain» (1965)
- «Le Cinéma» (1966)
- «Bang Bang» (1966)
- «L’Heure de la Sortie» (1966)
- «La Famille» (1967)
- «Adios Amor» (1967)
- «Le Kilt» (1967)
- «Quand Une Fille Aime Un Garçon» / «Dalila» (1968)
- «Petite Fille de Français Moyen» (1968)
- «La Vamp» (1968)
- «Arlequin» (1969)
- «Love Maestro Please» / «La Colline de Santa Maria» (1969)
- «Oncle Jo» (1969)
- «Julietta» (1970)
- «Ma Vie à t’Aimer» (1970)
- «Reviens je t’Aime» (1970)
- «Les Rois Mages» (1971)
- «Blancs, Jaunes, Rouges, Noirs» (1971)
- «J’Adore» (1971)
- «Sanson et Dalila» (1972)
- «Le Mari de Mama» (1972)
- «Poupée de Porcelaine» (1972)
- «Adam et Eve» (1973)
- «Mélancolie» (1974)
- «Le Couple» (1974)
- «Tu es le soleil» (1974)
- «Ne Fais Pas Tanguer le Bateau» (1974)
- «C’est le Cœur» (1975)
- «Aimer Avant de Mourir» (1975)
- «Quel Tempérament de Feu» (1975)
- «Un Prince en Exil» (1976)
- «Patrick Mon Chéri» (1976)
- «Les Femmes» (1976)
- "L’Amour Qui Brûle En Moi (1976)
- «L’Arche de Noé» (1977)
- «Kennedy Airport» (1978)
- «Pilote Sur Les Ondes» (1980)
- «Les Sommets Blancs de Wolfgang» (1980)
- «Et Ne La Ramène Pas» (1981)
- «Little Darlin'» (1981) (US #49)
- «Runner» (1981)
- «Une Affaire d’Amour» (1981)
- «La Tendresse d’Un Homme» (1982)
- «Glori, Gloria» (1982)
- «Tangue Au» (1983)
- «Vis Vas» (1983)
- «Emmenez-Moi» (1983)
- «Jeannie» (1984)
- «Le Film à L’Envers» (1984)
- «Je Suis Comme Toi» (1985)
- «Chanteur de Funky» (1985)
- «Comme Aujourd’Hui» (1987)
- «C’est Ma vie» (1987)
- «Pour te Retrouver» (1988)
- «Fragile» (1988)
- «Partir» (1989)
- «Le Tam-Tam du Vent» (1989)
- «Spacer» (remix by Dimitri From Paris) (1992)
- «On S’Dit Plus Rien» (1992)
- «Spacer» (1998)
- «Les Rois Mages 98» (Melchior single mix) (1998)
- «Les Rois Mages 98» (Version Salsa) (1998)
- «Medley Disco» (1999)
- «Dense» (1999)
- «Love Will Keep Us Together» (2000)
- «Toutes Ces Vies» (2002)

Sheila & Ringo
- «Les Gondoles à Venise» (1973)

Sheila and B. Devotion
- «Love Me Baby» (1977)
- «Love Me Baby» (1977)
- «Singin' in the Rain» (1978)
- «I Don’t Need a Doctor» (1978)
- «Hôtel de la Plage» (OST) (1978)
- «You Light My Fire» (1978)
- «Seven Lonely Days» (1979)
- «Seven Lonely Days» (1979)
- «No No No No» (1979)
- «Spacer» (1979)
- «King of the World» (1980)
- «Your Love Is Good» (US promo — 1980)